# Gastronomía de Oaxaca

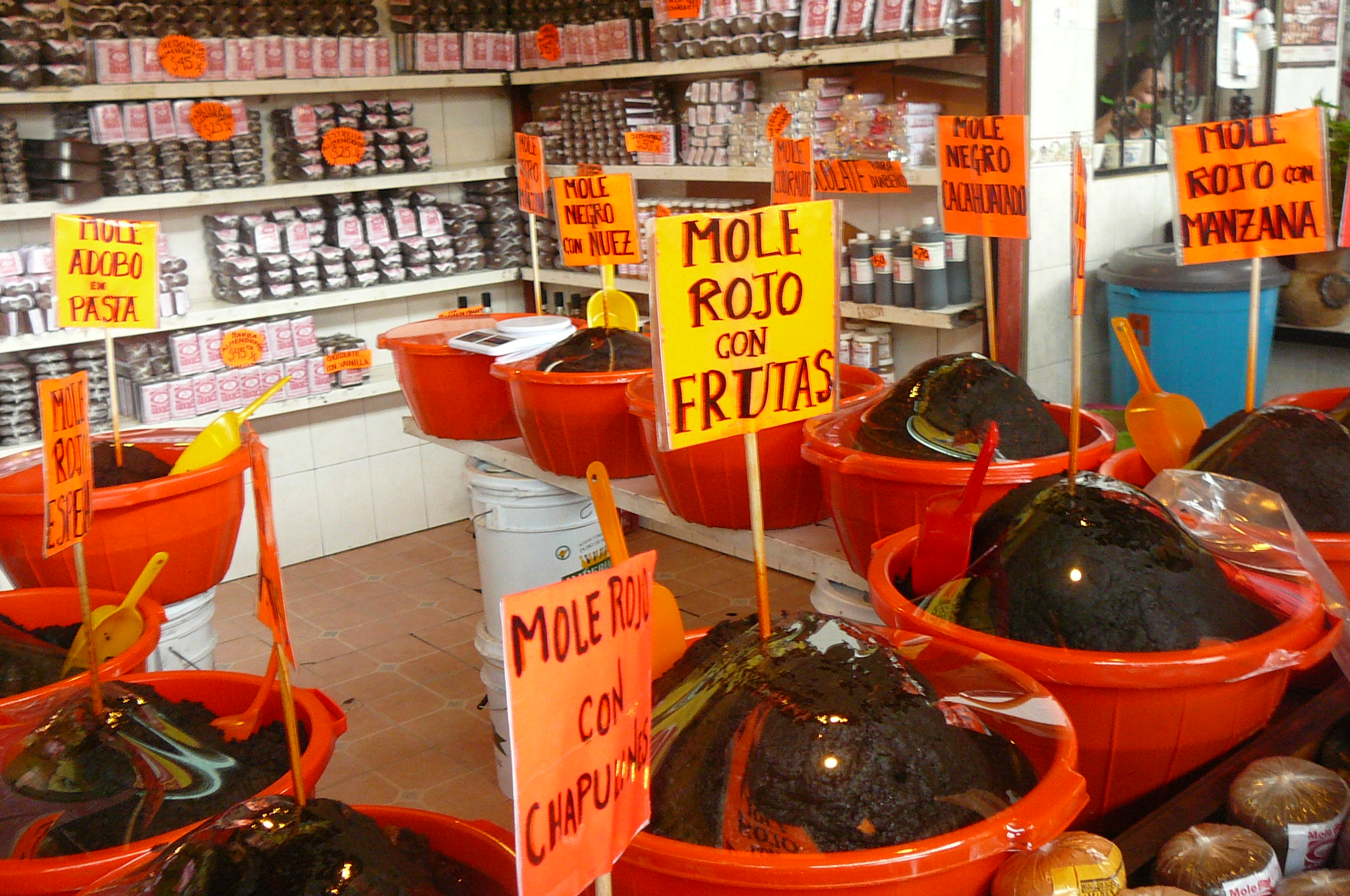
Tienda vendiendo varios moles oaxaqueños

La cocina oaxaqueña es una cocina regional de México, centrada en la ciudad de Oaxaca, capital del estado del mismo nombre situada en el sur de México. Al igual que el resto de la cocina mexicana, la comida oaxaqueña se basa en alimentos básicos como el maíz, frijol y chiles, pero hay una gran variedad de otros ingredientes y preparaciones de alimentos debido a la influencia de la variada geografía del estado y las culturas indígenas.En las características bien conocidas de la cocina incluyen ingredientes como el chocolate (a menudo bebido en una preparación caliente con especias y otros condimentos), quesillo, mezcal y chapulines con platos como tlayudas, tamales oaxaqueños y siete notables variedades de mole. La cocina ha sido elogiada y promovida por expertos en alimentos tales como Diana Kennedy y Rick Bayless, y es parte del atractivo del estado para los turistas.

## Historia

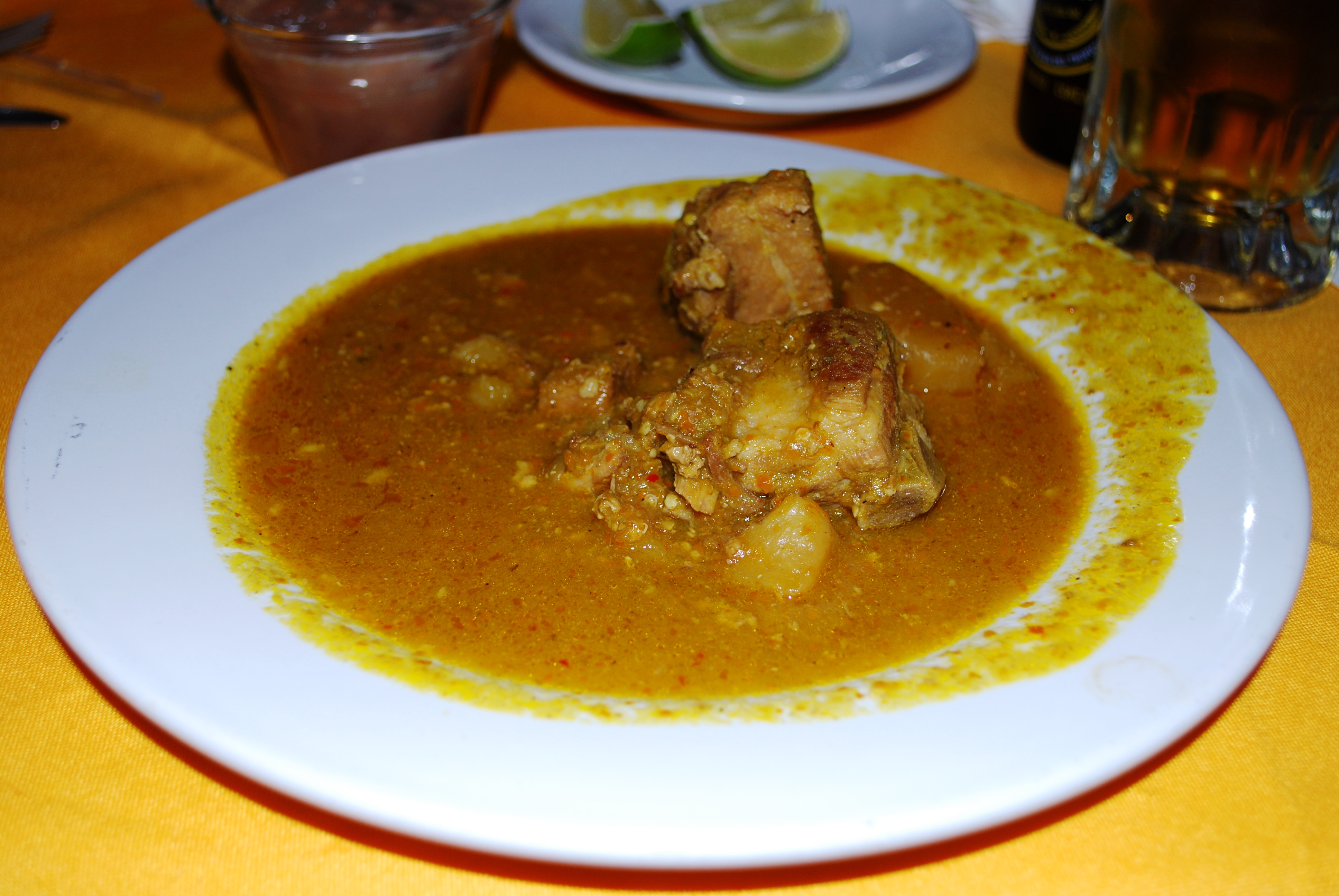
Chileajo, un mole regional de Huajuapan de León.

Oaxaca es uno de los principales centros gastronómicos de México cuya cocina se conoce internacionalmente.  Debido a sus cordilleras, el estado tiene muchos climas y culturas, lo que contribuye a hacer de la cocina lo más variado en México. El estado tiene zonas costeras con mariscos, en la región del Valle Central crece una amplia variedad de verduras y en el área cerca de Veracruz se ofrece un año de suministro de frutas tropicales. También tiene diecisiete grupos indígenas reconocidos que aportan sus propias tradiciones de cocina. La cocina de cada región en el estado se caracteriza por ingredientes locales y de algunos grados de cocción. Un ejemplo es el de los Triques, que son conocidos por su barbacoa.
El alimento básico de Oaxaca es el maíz, que ha sido la de México por más de 7.000 años. El maíz generalmente se seca y se muele para crear una masa, que se utiliza para una serie de platos que incluyen entomatadas, empanadas y tamales. Las Tortillas se denominan blandas y son una parte de casi todas las comidas.

## Productos

### Chiles
El chile es un ingrediente esencial en la cocina oaxaqueña, y existe una amplia variedad de tipos de chiles en el estado o partes de él. Uno de los más distintivos es el pasilla, un chile oaxaqueño. Otros típicos son:
- Chile de agua
- Chile de onza
- Chile parado
- Chile pasilla oaxaqueño o mixe
- Chile soledad
- Chile tabiche
- Chile Tuxtla
- Chilcostle
- Chilhuacle amarillo
- Chilhuacle negro
- Chilhuacle rojo
- Costeño amarillo
- Costeño rojo

Las hierbas distintivas son la hoja santa, de uso frecuente en los platos de pollo, cerdo y pescado, así como mole verde, junto con el epazote y una hierba local llamada "pitonia”.  Dos aspectos bien conocidos de la cocina son el uso del chocolate para beber y varios insectos comestibles, especialmente unos saltamontes llamados chapulines (ver más abajo). Las especialidades regionales menos conocidas son el helado con sabor a pétalos de rosa y flores de chayote que se encuentran en empanadas, quesadillas, sopas y más.
En cuanto a los frijoles, la cocina oaxaqueña prefiere frijoles negros en muchas variedades: cocido con anís y servido en forma de sopa, como un complemento para comida de la calle; en huevos revueltos con frijoles.
Otro distintivo ingrediente es el queso Oaxaca también llamado quesillo, usado para hacer empanadas, tortas y tlayudas.

### Siete moles
Oaxaca cuenta con más de 200 conocidas preparaciones de mole, una salsa complicada basada en uno o más chiles.  Sin embargo, siete son los más notables, dando al estado el apodo de "La tierra de los siete moles". Los moles oaxaqueños requieren múltiples ingredientes y un largo tiempo de cocción, y por esta razón se sirven tradicionalmente sólo en ocasiones especiales. Los ingredientes de los moles se preparan tradicionalmente en un metate. Sin embargo, hoy en día generalmente se hace con la ayuda de mezcladores y molinos de alimentos, en los que se muelen y se mezclan muchos de los ingredientes. Estos se tuestan o se fríen con otros ingredientes para hacer una salsa que después se cuece. Las recetas varían de cocinero a cocinero. Aunque el chocolate se utiliza en dos de los siete moles, este no es el ingrediente más importante. Los moles oaxaqueños se sirven con pollo, cerdo y carne de res, sin embargo, la salsa es más importante que la carne en un platillo.
El nombre, el color y los ingredientes distinguen los siete moles principales de Oaxaca, llamado negro, amarillo, coloradito, mancha manteles, chichilo (el nombre de la pimienta principal), rojo y verde. Todos los moles, excepto el verde, se pueden mantener como una pasta y cocinarse para después diluirlo con caldo de pollo.  El mole negro es el más conocido y el más complicado de preparar, contiene de veinte a más de treinta ingredientes dependiendo de la receta. Mole negro es ligeramente dulce, de color negro y contiene seis diferentes tipos de chiles, plátano, cebolla, tomates, tomatillos, clavos de olor, canela, chocolate, nueces, tortillas, hojas de aguacate y otros más dependiendo de la receta. Para obtener el color negro los chiles tienen que estar bien tostados pero no se queman. El mole amarillo contiene tomates verdes, cebolla, ajo, comino, clavo, chiles ancho, chiles guajillo, hoja santa o cilantro y se adorna con cebolla, limón y orégano. El mole coloradito es de color rojo ladrillo y contiene chiles anchos de chile, tomate, ajo, semillas de sésamo, almendras, canela y orégano. El mole mancha mantales es rojo y usa chiles anchos, tomates, ajo, cebolla, tomillo, clavo de olor y las almendras. Otro mole rojo es chichilo, este utiliza chihuacle, negro, pasilla y chiles mulato, tomate, orégano, pimienta, clavo de olor y hojas de aguacate. El mole rojo es rojo como su nombre indica, con ingredientes como el chocolate, chile guajillo, cebolla, tomate, ajo, orégano, frutos secos y semillas de sésamo. El mole verde contiene tomatillos, chiles verdes, cebolla, ajo, comino, clavo, anchos y chiles guajillo, hoja santa, epazote y perejil; tiene un sabor ligero y herbáceo.  De las salsas, la verde es el más fácil de crear, ya que no requiere el tostado y la rehidratación de los chile.

### Chapulines

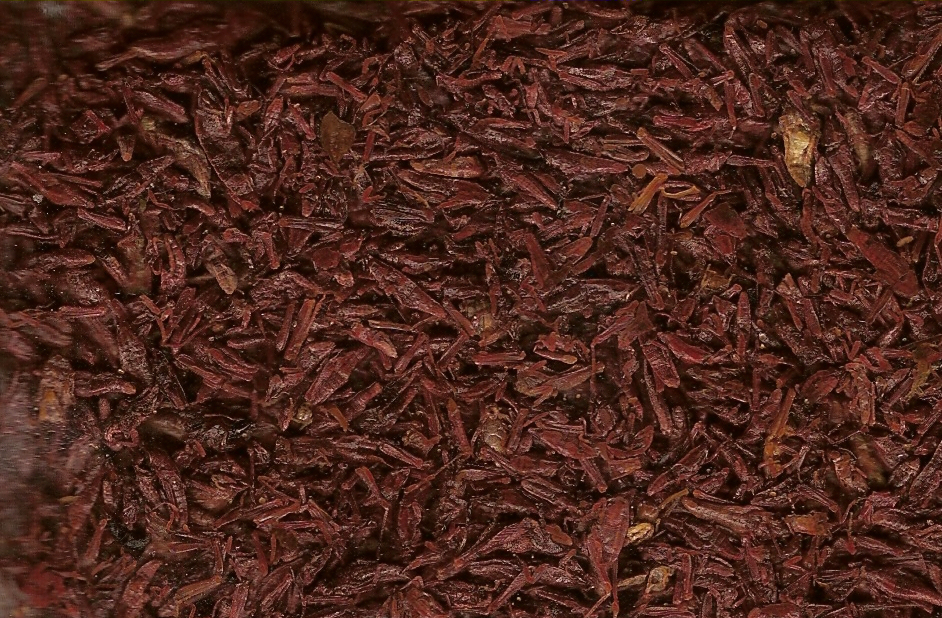
Jóvenes chapulines

Varios insectos son consumidos en el estado, incluyendo hormigas y gusanos de maguey, pero el más conocido de ellos es el saltamontes, llamado chapulin. Aunque son comidos en otras partes de México, los chapulines son las más populares en la zona de los Valles Centrales de Oaxaca. Son una fuente importante de proteínas en las zonas rurales y un manjar en la ciudad de Oaxaca. Se han comido desde mucho antes de la llegada de los españoles y en general se comen como un condimento, bocadillos y algunas veces como platillo principal. Su preparación y venta es una ocupación de tiempo completo para muchos y una importante fuente de ingresos para muchas familias de zonas rurales. Incluso se envían a los Estados Unidos.
Los chapulines que se consumen son recogidos de los campos de maíz y alfalfa. Son semi-domesticados, viven más tiempo y se reproducen a tasas más altas que las que viven en zonas silvestres. La temporada de cosecha de los insectos es durante la temporada de lluvias, a finales de primavera hasta principios del invierno. Esta temporada de cosecha comienza con la eclosión de nuevos chapulines, llamados nymph en Inglés y un sabor dulce, dominando un precio superior. Los chapulines mayores tienden a tener un sabor ligeramente amargo.
Los chapulines limpios se cuecen sumergiéndolos en agua hirviendo sazonada con ajo y limón. La forma más común de comerlos son frescos en el comal y con una tortilla, pero también se comen fritos con polvo de chile como un aperitivo (especialmente con mezcal) y se puede encontrar en las preparaciones más sofisticadas, en una salsa o mezclado con huevos.

### Asiento
Es una grasa proveniente de los restos de la preparación de las carnitas y el chicharrón, molidos y vueltos pasta. El asiento no solo tiene todo el sabor de la grasa del cerdo, sino también una textura perfecta que lo vuelve untable, ya sean tortillas tlayudas, blandas y tostadas.
Este ingrediente en la gastronomía de Oaxaca se utiliza como la base de algunas preparaciones con tortilla. Es la primera capa de las tlayudas, las memelas, los tacos y hasta ciertas tostadas.

## Por región
La cocina oaxaqueña varía de región a región, pero una serie de platillos se pueden encontrar en casi todas partes del estado. Las tlayudas son grandes tortillas masticables con aderezos de frijoles (suele ser doblada), guacamole, carne o mariscos y queso. Los tamales oaxaqueños más tradicionales son grandes, envueltos en hojas de plátano con relleno de mole. Otras variedades de tamales incluyen amarillo, verde, rajas (tiras de chile), chepil, elote (maíz dulce) y de dulce. En el Istmo de Tehuantepec hay una variación con la carne de iguana, y a lo largo de la costa puede contener mariscos.  Oaxaca es famosa por su chocolate, tradicionalmente hecho a mano y combinado con almendras, canela y otros ingredientes, por lo general tomado como una bebida caliente. Otros platos oaxaqueños conocidos incluyen chorizo oaxaqueño, tasajo, cecina enchilada y diferentes salsas como molcajete, chintextle, borracha, Chile pasilla, guajillo, ajo y gusanitos. Además de chocolate, otras bebidas típicas incluyen el mezcal, varios tipos de atole, champurrado  y bebidas a base de diversas frutas.

### Región de los Valles Centrales

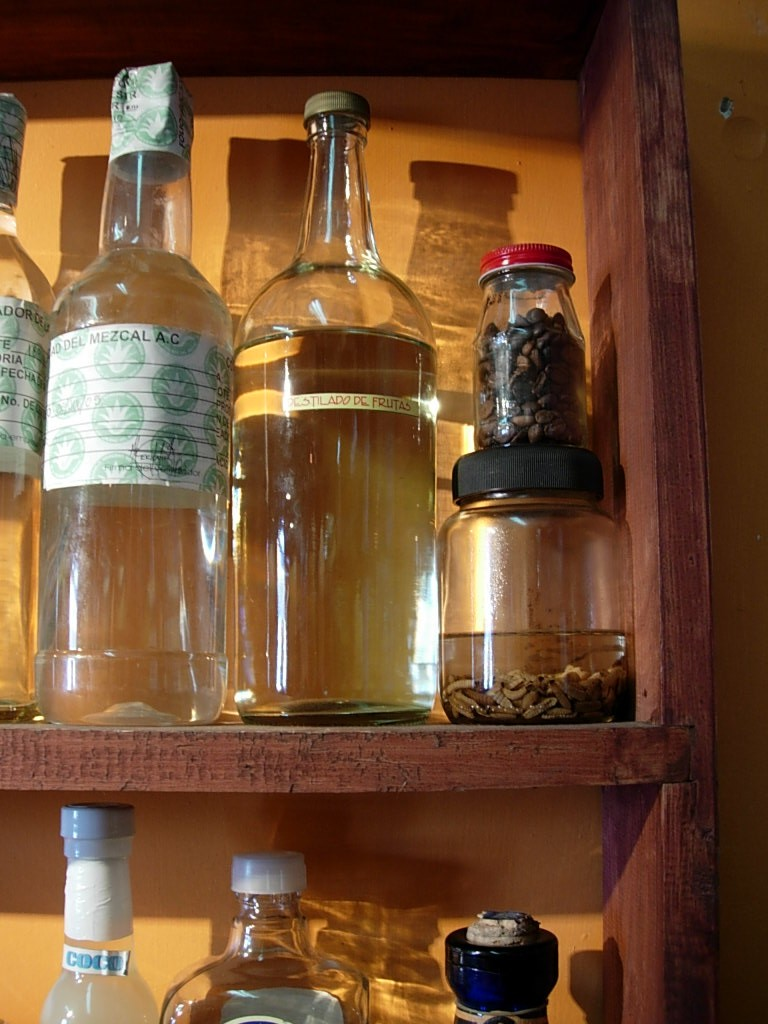
Botellas de mezcal

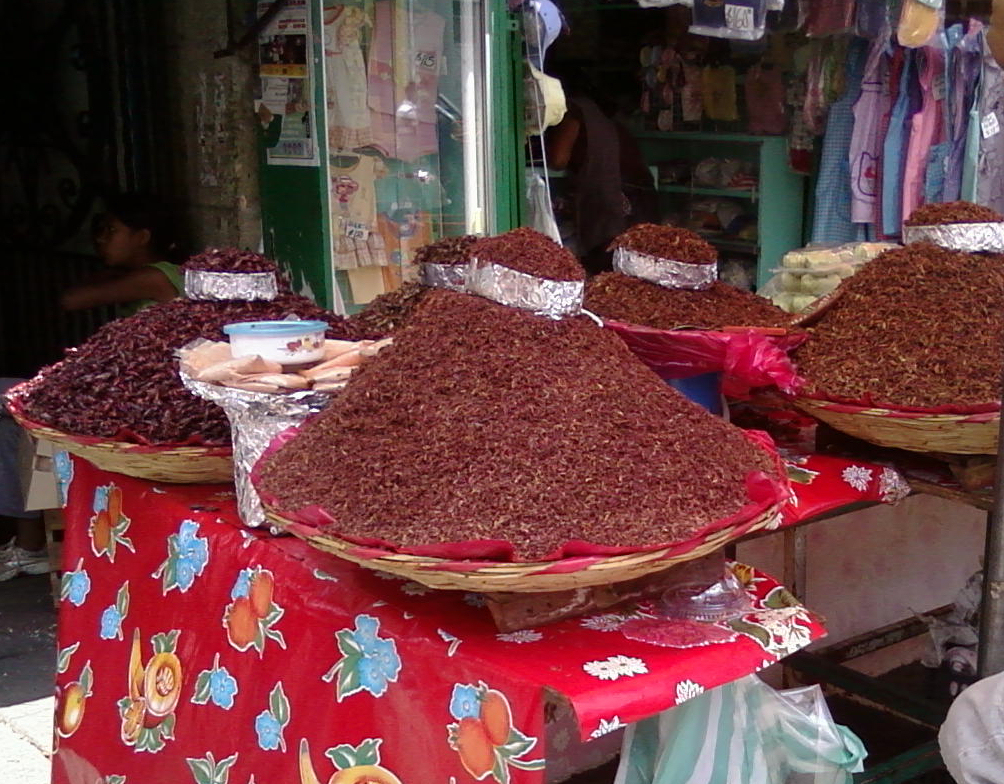
Chapulines a la venta en el mercado

El centro culinario del estado es su capital del mismo nombre, Oaxaca, ubicada en lo que se llama la región de Valles Centrales. Desde que el grupo indígena predominante aquí ha sido los Zapotecas desde la época prehispánica, ha habido influencia de otros grupos, así como los Mixtecas.  Los pueblos indígenas de Oaxaca han cultivado maíz, frijol, calabaza y otros cultivos durante miles de año. En los pueblos rurales, especialmente indígenas, los hogares siguen dependiendo en gran medida de estos alimentos con pocos cambios en la forma en que se cultivan, principalmente en pequeñas parcelas. La cocina aquí conserva mucho de su sabor indígena, en platos como los preparados sin grasa (desconocida antes de la llegada de los españoles) y en la abundancia de verduras y hierbas del valle, especialmente en sus moles. Sin embargo, como capital del estado, también recibió la influencia de otras partes de Oaxaca.
La zona productora de mezcal  más conocida del estado está entre la ciudad de Oaxaca y Mitla, a lo largo de la carretera que conduce hasta el Istmo de Tehuantepec. Al igual que el tequila, el mezcal se hace con los corazones cocinados de una especie de la planta de maguey o agave, pero el sabor es muy diferente. Se ha descrito como lleno de humo, y por lo general es una bebida honrada. Se presenta en diversas variedades y puede contener sabores como almendras, café y naranja. A related traditional drink is aguamiel, the non alcoholic sap of the maguey plant. Una bebida tradicional relacionada es el aguamiel, la savia no alcohólica de las plantas de maguey. Gran parte de la cocina de esta zona se puede experimentar en sus múltiples mercados, tanto en la amplia variedad de ingredientes para la venta, así como los alimentos pre-preparados para comer. Todos los mercados tienen áreas con puestos de comida. Uno de los más conocidos es el mercado 20 de Noviembre, lleno de puestos de comida que preparan todo, desde diversos moles, chocolate caliente con pan con pan de yema. También incluye una sección especializada en carnes como el tasajo y chorizo cocinado y comido con grandes tortillas de maíz, guacamole y varios vegetales frescos y a la parrilla.
A pesar de la lejanía geográfica del Valle Central, esta área es una de las capitales culinarias de México, con su elogiada comida y promovido por expertos en alimentos tales como Alice Waters, Rick Bayless, Susana Trilling y Diana Kennedy. Esta promoción ha ayudado a apoyar el turismo de la zona industrial, con la gente que viene a disfrutar de la comida. Uno de los atractivos es el "Festival de los alimentos de los dioses" en la ciudad capital. Además de degustaciones de comida, también hay clases de cocina impartidas por chefs locales. También hay vino y degustación de mezcal, la fabricación de chocolate, un recorrido a un molino de café, visitas a sitios arqueológicos y pueblos de artesanías locales.  Varios chefs profesionales se basan ahora en la ciudad de Oaxaca. Esta ciudad tiene una serie de restaurantes de lujo como La Olla, La Biznaga y Los Danzantes, a cargo de chefs profesionales pero todos trabajan para combinar la cocina oaxaqueña con lo contemporáneo. También todos se basan en los mercados locales y las granjas para sus ingredientes. Pilar Cabrera es una reconocida chef, propietaria de La Olla Restaurant y quien dirige una escuela de cocina llamada La Casa de los Sabores. La escuela atrae a chefs y turistas de alimentos de todo el mundo. Ella ha viajado al extranjero para dar clases e incluso ha aparecido en Iron Chef,  donde Susana Trilling es una actriz, cocinera y presentadora de televisión que dirige las Estaciones de “Mi Corazón”,  escuela de cocina en Oaxaca.

## Chocolate

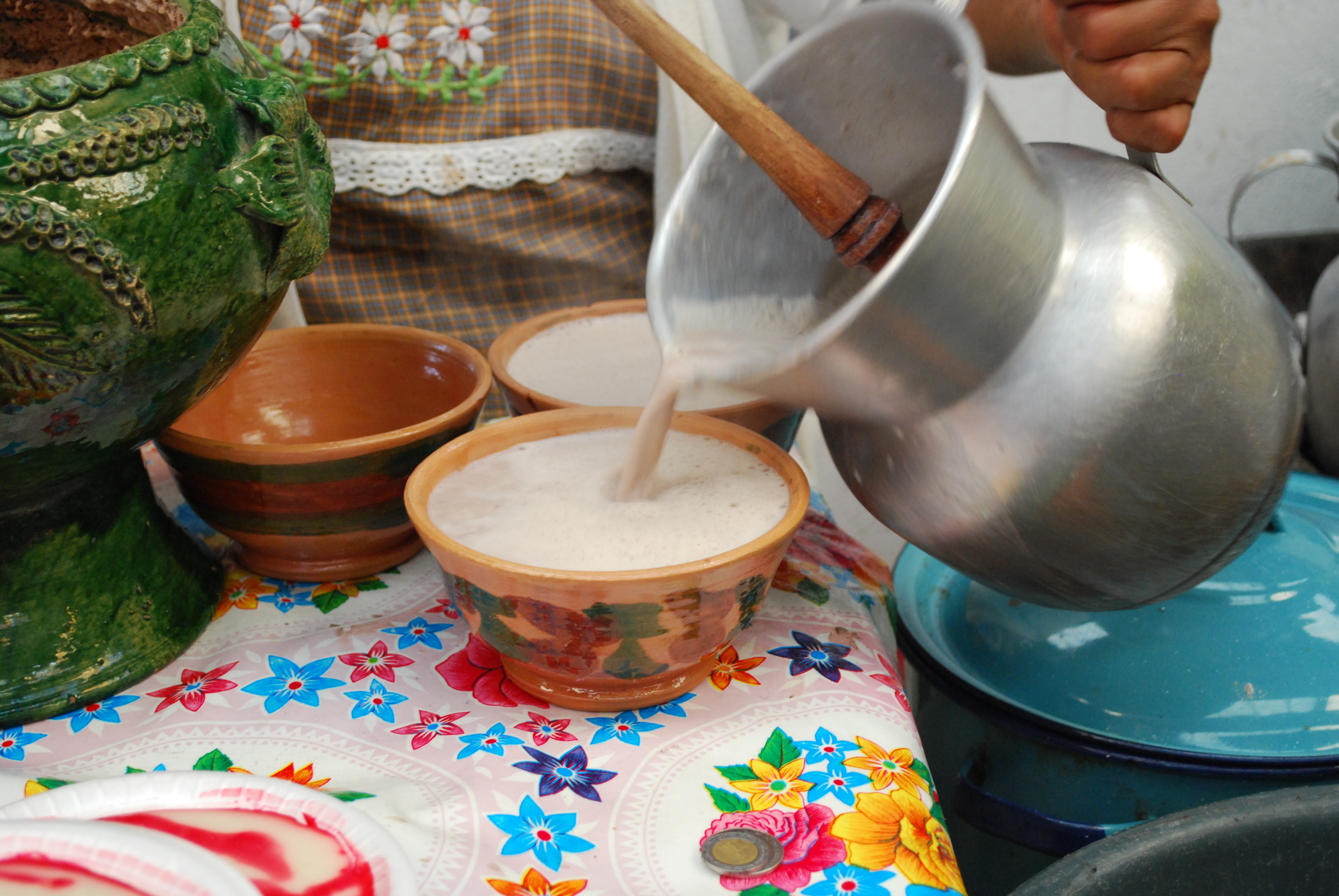
Mujer vertiendo chocolate y la leche en un puesto en el mercado municipal del pueblo de Etla.

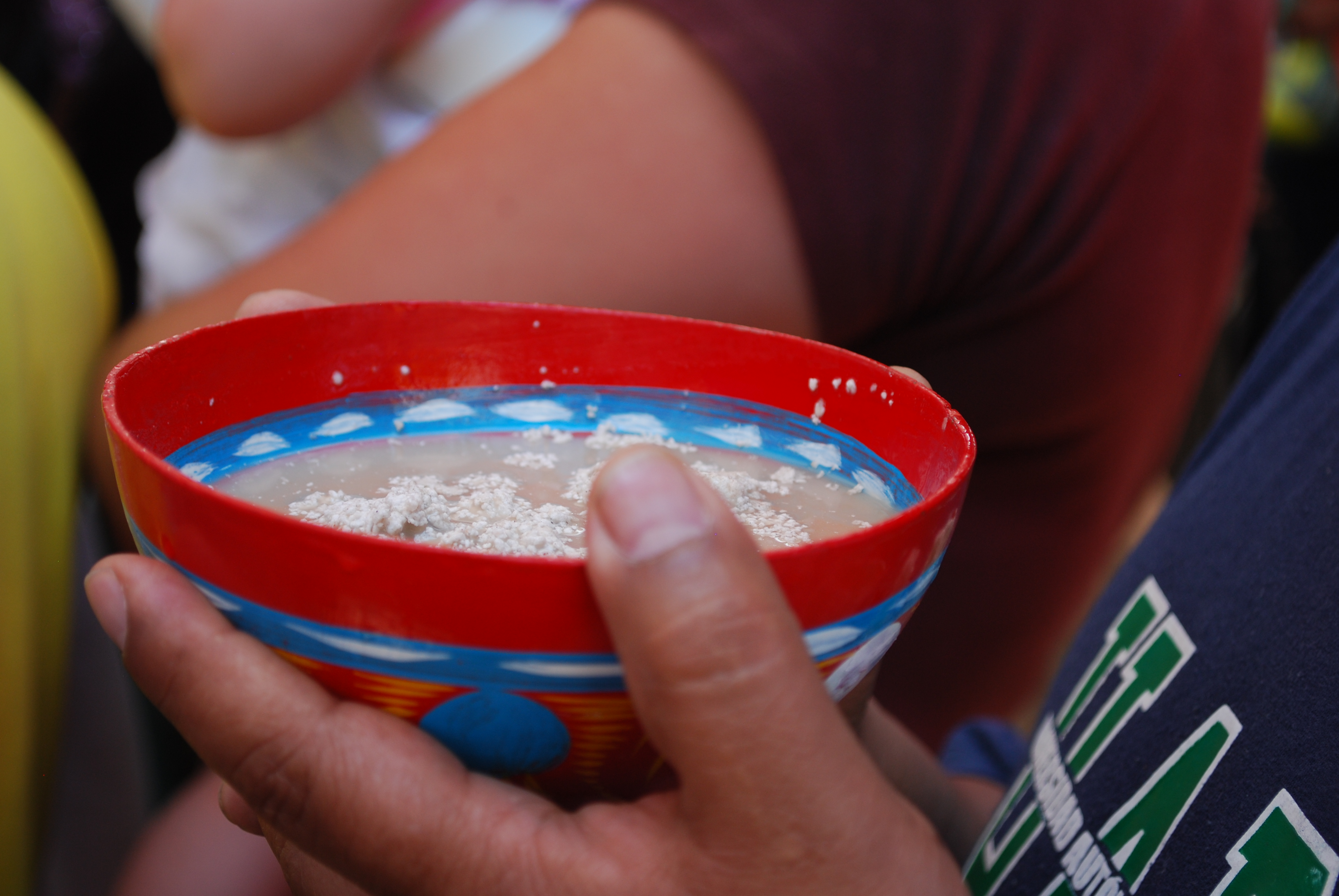
Tejate servido en una taza pintada en Zaachila.

Oaxaca es un importante productor y exportador de café pero la bebida más importante es el chocolate. Oaxaca es uno de los estados mexicanos que produce cacao junto con Veracruz, Tabasco, Chiapas, Morelos, Guerrero y Michoacán. El cacao y el chocolate han sido utilizados en estos estados como comida, bebidas y medicina. En el pasado el cacao servía como una forma de dinero.
En el centro de la ciudad de Oaxaca, varias empresas muelen y preparan el cacao como bebida de chocolate caliente, moles y más. El mejor conocido de esas empresas es “El mayordomo”. Dentro hay grandes molinos que muelen los granos y luego son mezclados con azúcar y otros saborizantes como almendras y canela. Mucho del cacao es procesado para beber. El Chocolate caliente es preparado con la mezcla de chocolate con agua o leche y se calienta en una olla o en una jarra. Antes de servir se crea una espuma con un instrumento especial que lo gira rápidamente frotando las asas entre las palmas de las manos. La bebida resultante del cacao con la espuma se llama Pozonque.
Aunque mucho chocolate es consumido como bebida caliente también es un ingrediente importante en una bebida fría llamada tejate. Esta bebida está hecha con maíz fermentado, cacao y semilla de mamey. Tradicionalmente se sirve en calabazas secas y pintadas. El téjate es encontrado usualmente en los pueblos justo afuera de la ciudad de Oaxaca. Este es parecido al pozol de Chiapas. La bebida suele considerarse una comida completa. Como sea el tejate es cada vez menos común y más difícil de encontrar.

## Piedrazos
Se considera como Botana o antojo de origen Oaxaqueño, consiste en un trozo de pan, bolillo o amarillo crujiente, que previamente tuestan y endurecen en un horno. Es servido o "remojado" en un escabeche de cebollas, y verduras en vinagre, un poco de queso fresco, salsa y sal de chile. Las verduras suelen ser papas cambray y zanahorias esto es opcional ya que puede servirse solo o acompañado. Esta receta se ha conservado a través de los años sin variar sus características principales. Los podremos encontrar generalmente en puestos ambulantes, ubicados en el centro de la ciudad de Oaxaca.

## Otros platillos
- Frijol
- Mole de chepil
- Chileatole
- Mengues
- Estofado tehuano
- Zee belá bihui
- Quesadilla de arroz
- Malanga dorada
- Biáchigüi
- Regañada
- Carnes asadas (tasajo, cecina,  chorizo)
- Memelas
- Chileajo
- Nicuatole